# Triosefosfaatisomerase
Triosefosfaatisomerase (ook wel TIM of TPI) is een enzym dat voor een katalyse zorgt van de isomeratie van dihydroxyacetonfosfaat (DHAP) en D-glyceraldehyde 3-fosfaat (DGAP). TIM wordt teruggevonden in bijna elk levend organisme. Humaan TIM wordt gecodeerd op chromosoom 12.
TIM speelt een belangrijke rol in de glycolyse en is essentieel voor een efficiënte energieproductie. TIM is een hoogst efficiënt enzym. De reactiesnelheid ligt miljarden keren hoger dan wanneer de reactie normaal in oplossing zou plaatsvinden. De reactiesnelheid wordt alleen beperkt door de snelheid waarmee het substraat in het actieve centrum van het enzym terechtkomt door diffusie. De reactie die door TIM wordt gekatalyseerd is een omkeerbare reactie. Als er een evenwicht is ingesteld is 96% van het triosefosfaat DHAP. Aangezien het product DGAP efficiënt wordt verwijderd door vervolgstappen in de glycolyse loopt de reactie vlot door.
 ⇔ 

## Structuur
TIM is een dimeer van twee identieke subunits. Elke subunit bestaat uit 248 aminozuren. De driedimensionale structuur van een subunit bestaat uit acht α-helices aan de buitenzijde en acht parallelle β-sheets aan de binnenzijde. Deze structuur wordt een αβ-barrel of TIM-barrel genoemd. Het actieve centrum van het enzym ligt in het midden van de barrel.

## Mechanisme
Het mechanisme maakt gebruik van een tussenstap waarbij de formatie plaatsvindt van een enediol. In deze reactie is lijkt het enediol op de transitiestaat van een door een enzym gekatalyseerde reactie. De veranderingen in vrije energie (ΔG) van deze katalysatie zijn hieronder stap voor stap te zien. Aangezien de enzymen de transitie staat met een hogere affiniteit binden dan het substraat kan deze extra bindings-energie worden gebruikt om de energie van de transitie staat te verlagen.